# 凱旋中華駅
凱旋中華駅（がいせんちゅうかえき）は台湾高雄市前鎮区鎮東里にある高雄捷運環状軽軌の駅。駅番号はC4。凱旋四路と中華五路の交差点に位置する。

## 駅構造
相対式ホーム2面2線。
| 地上                                       |                                                |
| 凱旋四路（西行き）                         |                                                |
| 歩道                                       |                                                |
| 相対式ホーム、右側のドアが開く。簡易改札機 |                                                |
| 下り                                       | ←■環状軽軌 哈瑪星・鼓山区公所方面（夢時代駅）  |
| 上り                                       | →■環状軽軌 籬仔内・凱旋公園方面（前鎮之星駅）→ |
| 相対式ホーム、右側のドアが開く。簡易改札機 |                                                |
| 歩道                                       |                                                |
| 凱旋四路（東行き）                         |                                                |

## 歴史
計画時の仮称は中華五路駅だった。
- 2015年
  - 3月29日 - 駅名が「凱旋中華駅」に決定[1][註 1]。
  - 10月16日 - 環状軽軌第一段階区間のうち籬仔内－凱旋中華がプレ開業。ただし当駅含め始発駅の籬仔内以外では運転停車のみで客扱い乗降はなかった[2][3][4]。
  - 12月24日 - 当駅での客扱いを開始し、どの駅でも乗降が可能になった[5]。
- 2016年6月26日 - 高雄展覧館駅まで延伸開業し、途中駅となる[6][7]。

## 駅周辺
- 南区職訓中心
- 台湾プラスチックグループ前鎮工場
- 高雄市政府消防局（中国語版）

## バス
高雄市公車
| 系統                       | 事業者      | 区間                   | 備考       |
| -------------------------- | ----------- | ---------------------- | ---------- |
| 25路                       | 統聯客運    | 瑞豊站－歴史博物館     | 二段運賃   |
| 37路                       | 統聯客運    | 前鎮站－育英医専       |            |
| 70B                        | zh:港都客運 | 前鎮站－長庚医院       | 鎮洲路経由 |
| 環状幹線/環東幹線（168東） | zh:漢程客運 | 金獅湖站－金獅湖站     | 二段運賃   |
| 環状幹線/環西幹線（168西） | 漢程客運    | 金獅湖站－金獅湖站     | 二段運賃   |
| 紅12路/紅12A               | zh:東南客運 | 瑞豊站－前鎮站         |            |
| 紅12路/紅12B               | 東南客運    | 瑞豊站－高雄加工出口区 |            |

## 隣の駅
高雄捷運
■環状軽軌
前鎮之星駅 C3 - 凱旋中華駅 C4 - 夢時代駅 C5